# Wzgórze Kapitulne
Wzgórze Kapitulne (Mons Capituli) – nieistniejące (splantowane) wzgórze ostańcowe (ostaniec erozyjny wyższego poziomu terasowego Warty) zlokalizowane w Poznaniu, na terenie Zagórza (południowa część Ostrowa Tumskiego)
Wzgórze zbudowane z glin zwałowych, o wysokości około 60 m n.p.m. wznosiło się pomiędzy grodem na Ostrowiu Tumskim, a osadą Zagórze, która właśnie z tego położenia zaczerpnęła swoją nazwę. Na szczycie wzniesienia wybudowano w XII wieku kościół św. Mikołaja, rozebrany w 1805. Świątynię nazywano niekiedy in monte Capituli. W XV i XVI wieku wzgórze było intensywnie eksploatowane dla produkcji cegieł w związku z budową systemu obronnego na Ostrowie Tumskim. Po rozbiórce kościoła zostało całkowicie splantowane. 
Pamiątkami toponimicznymi są nazwy ulic: Zagórze i Nowe Zagórze.